# Лодзинские турниры и матчи
Лодзинские турниры и матчи проводились, начиная с 1903 года, шахматным клубом «Лодзинское шахматное общество», основанным в том же году.

## Список турниров и матчей
- 1903. Матч А. Рубинштейн — Г. Сальве за титул чемпиона Лодзи. Закончился вничью — 7 : 7 (+5 −5 =4).
- 1903/04. Гандикап-турнир. 22 участника.
  - 1. Г. Сальве — 19 очков;
  - 2. А. Рубинштейн — 18;
  - 3. Д. Яновский — 15.
- 1904. Матч А. Рубинштейн — Г. Сальве — 5½ : 4½ (+4 −3 =3).
- 1905. Матч-турнир с участием 3 шахматистов.
  - 1—2. А. Рубинштейн, Г. Сальве — по 2½ очка из 4;
  - 3. Ф. Дуз-Хотимирский — 1.
- 1906. апрель—май. Матч-турнир с участием 4 шахматистов, 3 круга.
  - 1. А. Рубинштейн — 6½ очков из 9;
  - 2. М. Чигорин — 5 
  - 3. А. Флямберг — 3 ;
  - 4. Г. Сальве — 2½.
- 1906. 2 круга, 7 участников.
  - 1. А. Рубинштейн — 9 очков;
  - 2. Д. Данюшевский — 8;
  - 3. Г. Сальве — 7½.
- 1907. 5-й Всероссийский турнир.
- 1907. Матч А. Рубинштейн — Г. Сальве — 5 : 3 (+3 −1 =4).
- 1907.
  - 1. А. Рубинштейн — 8 очков из 11;
  - 2. Д. Данюшевский — 7;
  - 3. Г. Ротлеви — 5.
- 1908. Матч-турнир с участием 3 шахматистов, 8 кругов.
  - 1. А. Рубинштейн — 9½ очков из 16;
  - 2. Ф. Маршалл — 8;
  - 3. Г. Сальве — 6½.
- 1909. 2 круга, 5 участников.
  - 1—2. Д. Данюшевский, Г. Ротлеви — по 6½ очков;
  - 3. Кучинский — 3½.
- 1910. Матч Г. Ротлеви — Г. Сальве — 6 : 4 (+3 −1 =6).
- 1913. 2 круга, 7 участников.
  - 1. Е. Боголюбов — 9½ очков;
  - 2. Г. Сальве — 8;
  - 3. А. Флямберг — 7.
- 1927.
  - 1. А. Рубинштейн — 11½ очков из 12;
  - 2. С. Тартаковер — 10½;
  - 3. К. Макарчик — 9.
- 1935.
  - 1. С. Тартаковер — 6½ очков из 9;
  - 2—3. Р. Файн, Й. Кольский — по 6.
- 1938.
  - 1. В. Пирц — 11½ очков из 15;
  - 2. С. Тартаковер — 10;
  - 3—5. Э. Элисказес, В. Петров, Г. Штальберг — по 9½.